# Sandberg (Querfurt)
Koordinaten: 51° 19′ 19″ N, 11° 28′ 19″ O
Der Sandberg ist ein Naturschutzgebiet auf dem gleichnamigen Berg in Querfurt im Saalekreis in Sachsen-Anhalt.
Das Naturschutzgebiet mit dem Kennzeichen NSG 0121 ist 29,34 Hektar groß. 9,2 Hektar sind als Totalreservat der ungestörten Entwicklung überlassen. Das Gebiet ist vollständig Bestandteil des FFH-Gebietes „Ziegelrodaer Buntsandsteinplateau“ und vom Landschaftsschutzgebiet „Unstrut-Triasland“ umgeben. Es steht seit dem 1. Mai 1961 unter Schutz (Datum der Verordnung: 30. März 1961). Zuständige untere Naturschutzbehörde ist der Saalekreis.
Das Naturschutzgebiet liegt südöstlich des Querfurter Ortsteils Ziegelroda im Naturpark Saale-Unstrut-Triasland. Es stellt einen pflanzengeographisch wertvollen Hainsimsen-Buchenwald im Ziegelrodaer Forst unter Schutz, der hier im Mitteldeutschen Trockengebiet an seiner östlichen Verbreitungsgrenze wächst. Der Wald stockt am Südosthang des zum Ziegelrodaer Buntsandsteinplateau gehörenden Sandberges. Er wird überwiegend von Rotbuche geprägt. Daneben stocken Eichen und Hainbuchen. Der Wald entwickelt sich überwiegend ungestört mit reichlich Naturverjüngung. An feuchten Standorten wachsen in der Krautschicht u. a. Waldrispengras, Waldreitgras, Haarhainsimse und Schmalblättrige Hainsimse. Sehr häufig kommen Kleines und Rundblättriges Wintergrün vor.
Das Waldgebiet ist u. a. Lebensraum von Hohltaube, Waldschnepfe, Waldkauz, Schwarz-, Grau- und Mittelspecht. Alle genannten Vogelarten brüten hier auch.
Das Naturschutzgebiet ist vollständig von weiteren Wäldern umgeben. Nach Südwesten in Richtung des Buchberges schließen sich ebenfalls wertvolle Bestände von circa 75- bis 100-jährigen Rotbuchen an das Naturschutzgebiet an.